# Hondurese verkiezingen 2001
Op 25 november 2001 werden er in Honduras verkiezingen gehouden.
De presidentsverkiezingen en de congresverkiezingen vonden op dezelfde dag plaats.

## Presidentsverkiezingen
De presidentsverkiezingen werden gewonnen door Ricardo Maduro, de kandidaat van de Nationale Partij van Honduras (Partido Nacional de Honduras). Hij kreeg 52,2% van de stemmen. Zijn voornaamste rivaal, Rafael Pineda Ponce van de Liberale Partij van Honduras (Partido Liberal de Honduras) kreeg 44,2% van de stemmen.
Op 27 januari 2002 volgde Ricardo Maduro president Carlos Roberto Flores (PLH) op.

### Uitslag
| Kandidaat                           | partij                                                                              | stemmen   | %      |
| ----------------------------------- | ----------------------------------------------------------------------------------- | --------- | ------ |
| Ricardo Maduro                      | Nationale Partij van Honduras (Partido Nacional de Honduras)                        | 1.135.565 | 52,2%  |
| Rafael Pineda Ponce                 | Liberale Partij van Honduras (Partido Liberal de Honduras)                          | 962.446   | 44,2%  |
| Olban Valladares                    | Partij voor Innovatie en Eenheid (Partido Innovación y Unidad)                      | 31.561    | 1,4%   |
| Matias Funes                        | Partij van Democratische Unificatie (Partido de Unificación Democrática)            | 24.075    | 1,1%   |
| Marco Orlando Iriarte               | Christendemocratische Partij van Honduras (Partido Demócrata Cristiano de Honduras) | 21.056    | 1,0%   |
| Totaal (opkomst 66,3%)              |                                                                                     | 2.174.703 | 99,99% |
| Stemgerechtigden                    |                                                                                     | 3.437.454 |        |
| Bron: Adam Carrs Verkiezingsarchief |                                                                                     |           |        |

## Congresverkiezingen
Ricardo Maduro's PNH won de congresverkiezingen. PNH kreeg 61 van de 128 zetels in het Nationaal Congres van Honduras (Congreso Nacional). De PNH vormde vervolgens een coalitieregering met de PDCH.

### Uitslag
| Partij                                                                                                   | %                      | zetels |
| --- | ---------------------- | ------ |
| Nationale Partij van Honduras (Partido Nacional de Honduras)                                             | 46,5%                  | 61     |
| Liberale Partij van Honduras (Partido Liberal de Honduras)                                               | 40,8%                  | 55     |
| Partij van Innovatie en Eenheid—sociaaldemocratie (Partido de Inovación y Unidad&mdashSocial Democracia) | 4,6%                   | 4      |
| Partij van Democratische Unificatie (Partido de Unificación Democrática)                                 | 4,5%                   | 5      |
| Christendemocratische Partij van Honduras (Partido Demócrata Cristiano de Honduras)                      | 3,7%                   | 3      |
| Totaal (opkomst 66,3%)                                                                                   | Totaal (opkomst 66,3%) | 128    |
| Bron: Adam Carrs Verkiezingsarchief                                                                      |                        |        |